# Paulownia kawakamii
Paulownia kawakamii är en tvåhjärtbladig växtart som beskrevs av Keisuke Ito. Paulownia kawakamii ingår i släktet Paulownia och familjen Paulowniaceae. Inga underarter finns listade i Catalogue of Life.